# Unterlangenegg
Unterlangenegg est une commune suisse du canton de Berne, située dans l'arrondissement administratif de Thoune.

Photo aérienne (1954)